# Lulu Wang
Lulu Wang, pseudonimo di Wang Ziyi (王子逸S, Wáng ZǐyìP; Pechino, 25 febbraio 1983), è una regista e sceneggiatrice cinese naturalizzata statunitense.

## Biografia
Nata a Pechino da una curatrice editoriale e un diplomatico stanziato in Unione Sovietica, Wang emigra coi genitori negli Stati Uniti nel 1989, all'età di sei anni, crescendo a Miami.
Si laurea al Boston College nel 2005 in musica e letteratura. Dopo aver diretto diversi cortometraggi per il circuito festivaliero, esordisce alla regia di un lungometraggio nel 2014 con Posthumous, dramma sentimentale indipendente con Jack Huston e Brit Marling. Nel 2019 si fa conoscere con la commedia drammatica con protagonista Awkwafina The Farewell - Una bugia buona, presentata al Sundance Film Festival e basata su una propria esperienza di vita personale.
È fidanzata col regista e sceneggiatore Barry Jenkins.

## Filmografia

### Regista
- Pisces - cortometraggio (2005)
- Fishing the Gulf - cortometraggio documentario (2006)
- Can-Can (2007) - cortometraggio
- Posthumous (2014)
- Touch - cortometraggio (2014)
- The Farewell - Una bugia buona (The Farewell) (2019)
- Expats - miniserie (2024)

### Sceneggiatrice
- Pisces - cortometraggio (2005)
- Can-Can (2007) - cortometraggio
- Posthumous (2014)
- Touch - cortometraggio (2014)
- The Farewell - Una bugia buona (The Farewell) (2019)
- Expats - miniserie (2024)

### Produttrice
- Pisces - cortometraggio (2005)
- Can-Can (2007) - cortometraggio
- Expats - miniserie (2024)